# Ynysawdre
Ynysawdre è un centro abitato del Galles, situato nel distretto di contea di Bridgend.